# Großwechsungen
Großwechsungen is een  dorp in de Duitse gemeente Werther in het Landkreis Nordhausen in Thüringen. Het dorp wordt voor het eerst genoemd in 1204. Tot 1997 was het een zelfstandige gemeente. 
Het dorp heeft een opmerkelijke kerk met een weertoren. Het oudste deel van de toren stamt uit de 11e eeuw.De hoektorens uit 1517. Het aangebouwde schip is uit 1705 en werd in 1837 uitgebouwd.